# Teleacció
La teleacció és l'acte pel qual una persona pot dur a terme una acció a distància. Aquest concepte és utilitzat per l'autor Lev Manovich a la seva obra El lenguaje de los nuevos medios de comunicación Aplicat a Internet, la teleacció es dona als hipervincles de les pàgines web, on l'usuari pot activar els enllaços que el duen d'un servidor a un altre a través del món per obtenir la informació desitjada. En altres camps, la teleacció es pot aplicar als robots submarins sense tripulants que inspeccionen vaixells enfonsats, les càmeres de seguretat que permeten seguir un objectiu en moviment o els míssils dirigits a distància.